# Uno Sōsuke
Uno Sōsuke (宇野 宗佑 (Vũ Dã Tông Hựu)  27 tháng 8 năm 1922 – 19 tháng 5 năm 1998) là chính trị gia người Nhật của đảng Dân chủ Tự do (LDP) và là Thủ tướng Nhật Bản từ 3 tháng 6 năm 1989 đến 10 tháng 8 năm 1989. Ông là nhân vật chính trong vụ bê bối với geisha, Nakanishi Mitsuko . Vụ bê bối này đã góp phần khiến ông phải từ chức sớm chỉ sau 68 ngày tại nhiệm.

## Tiểu sử

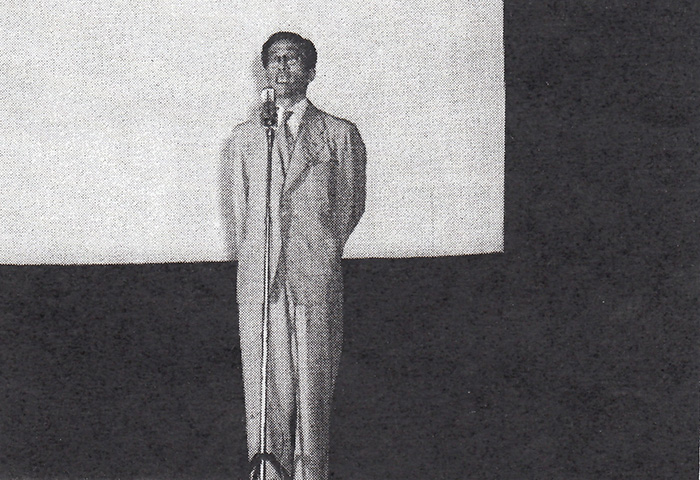
Sōsuke Uno phát biểu tại Nhà hát Daikokuza vào năm 1952)

Sōsuke Uno sinh ra tại Moriyama, Shiga, là con trai của một doanh nhân làm bia thành đạt. Vào năm 1943, ông tốt nghiệp trường Cao đẳng Thương mại Hikone (sau đó là Đại học Shiga). Tại đây ông đã dẫn dắt trường Cao đẳng Thương mại Hikone giành chức vô địch quốc gia trong bộ môn Kendo trong số các trường đại học và cao đẳng thương mại ở Nhật Bản. Sau đó, ông theo học trường Cao đẳng Thương mại Kobe nhưng phải rời trường sau đó hai tháng nhập vì được gọi vào nhập ngũ Quân đội Đế quốc Nhật Bản với tư cách sĩ quan trong Thế chiến II. Sau thất bại của quân Nhật trước Hồng Quân tại Mãn Châu, ông bị bắt làm tù binh và được chuyển đến Siberia.

## Sự nghiệp chính trị

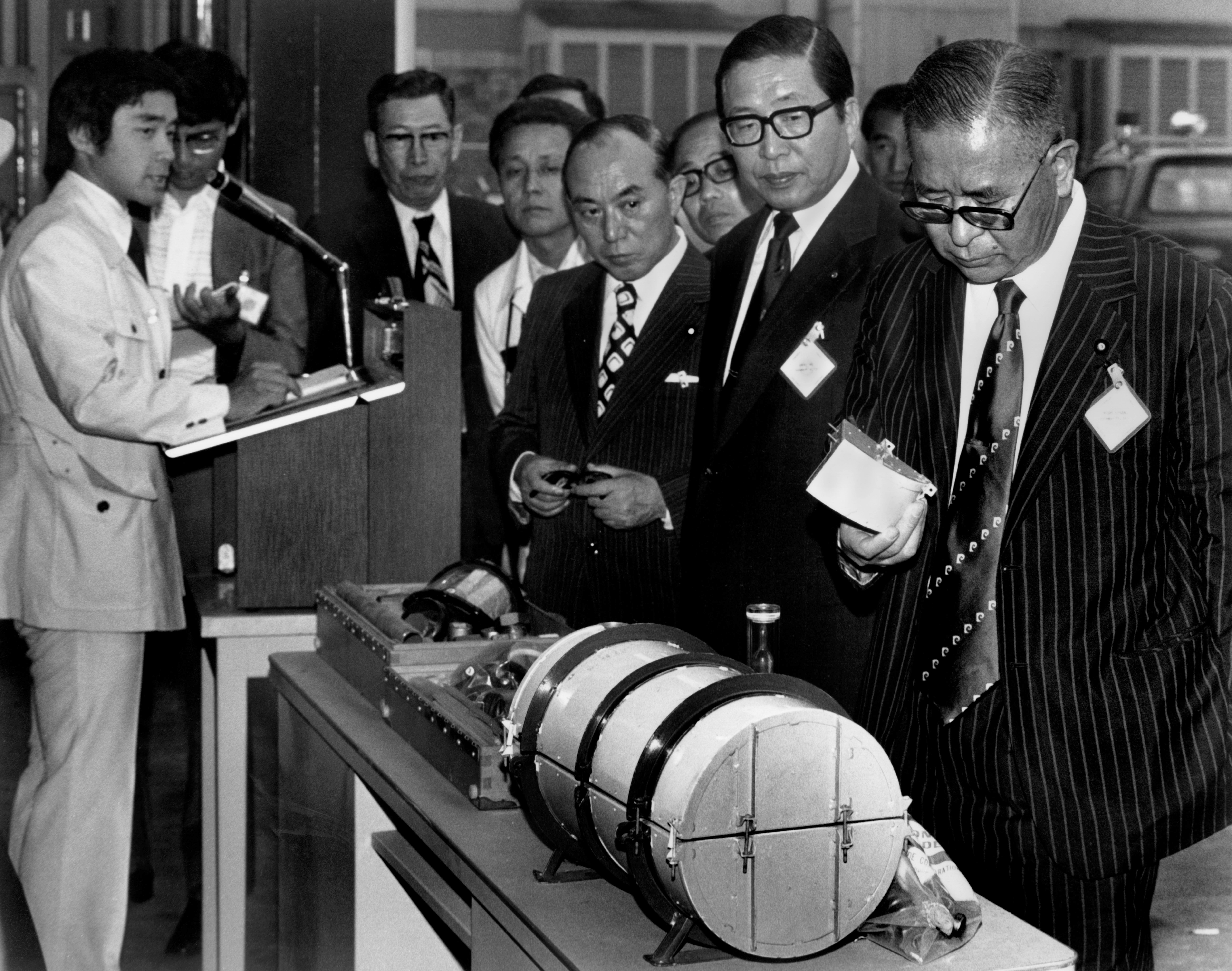
Uno Sōsuke (tại Cơ quan Nghiên cứu và Phát triển Năng lượng của Mỹ vào ngày 14/9/1977)

Vào năm 1960, ông được thăng chức thành Thứ trưởng Bộ Thương mại Quốc tế và Công nghiệp, sau đó là các vị trí tương tự với Cơ quan Khoa học và Công nghệ, Cơ quan Hành chính cho đến khi giành được vị trí trong Nội các Nhật Bản với tư cách là Bộ trưởng Thương mại và Công nghiệp, rồi sau đó là Bộ trưởng Ngoại giao cho đến Thủ tướng. Trong phần lớn sự nghiệp của mình, ông được tín nhiệm vì sự khôn khéo với tư cách là Ngoại trưởng, điều hướng các yêu cầu quốc tế về sự đóng góp ngày càng tăng của Nhật Bản cho thương mại toàn cầu với lòng trung thành đối với lợi ích của quốc gia.
Vào năm 1974, ông trở thành Bộ trưởng Ngoại giao Nhật Bản. Với tư cách là Bộ trưởng Ngoại giao dưới thời Thủ tướng Takeshita, Uno trở thành thành viên Nội các Nhật Bản đầu tiên đến thăm Israel kể từ cuộc khủng hoảng dầu mỏ năm 1973. Uno đã đạt đến đỉnh cao của sự nghiệp khi mà đảng ông đang trải qua giai đoạn tồi tệ nhất.

## Bê bối
Vào năm 1989, Uno vướng phải một vụ bê bối khi bị một geisha, Nakanishi Mitsuko kiện vì các hành vi tình dục sai trái với cô và một số geisha khác. Nakanishi sẽ tuyên bố trên báo chí rằng Uno đã đối xử với các geisha lớn tuổi với sự kiêu ngạo và khinh thường, không trả khoản phí phù hợp 300.000 yên mỗi tháng (khoảng 21.000 đô la Mỹ vào thời điểm đó) cho công ty của cô ấy trong bốn tháng, và không tặng một món quà chia tay truyền thống (một khoản phí bằng tiền nữa) như phong tục trong nghi thức của geisha.
Để tránh thêm tai tiếng, Uno Sōsuke từ chức thủ tướng vào ngày 10 tháng 8 năm 1989 chỉ sau 68 ngày tại vị, nhưng tiếp tục phục vụ đất nước của mình trong các chức vụ chính phủ khác nhau cho đến khi ông nghỉ hưu hoàn toàn vào năm 1996. Ngày 29 tháng 4 năm 1994, ông được trao tặng huân chương huân chương Đồng Hoa.

## Qua đời
Ở tuổi 72, Uno Sōsuke hưởng hưu trí và sống tại thành phố Moriyama, Shiga. Ông mất vào ngày 19 tháng 5 năm 1998 tại nhà riêng của mình. Ông có hai cô con gái với vợ. Ông đã xuất bản hai tuyển tập thơ Haiku, cũng như cuốn sách về tù nhân ở Siberia, cùng với hội họa, thơ ca và âm nhạc.

## Huân chương
- Huân chương Đồng Hoa - (29/4/1994)

## Hình ảnh

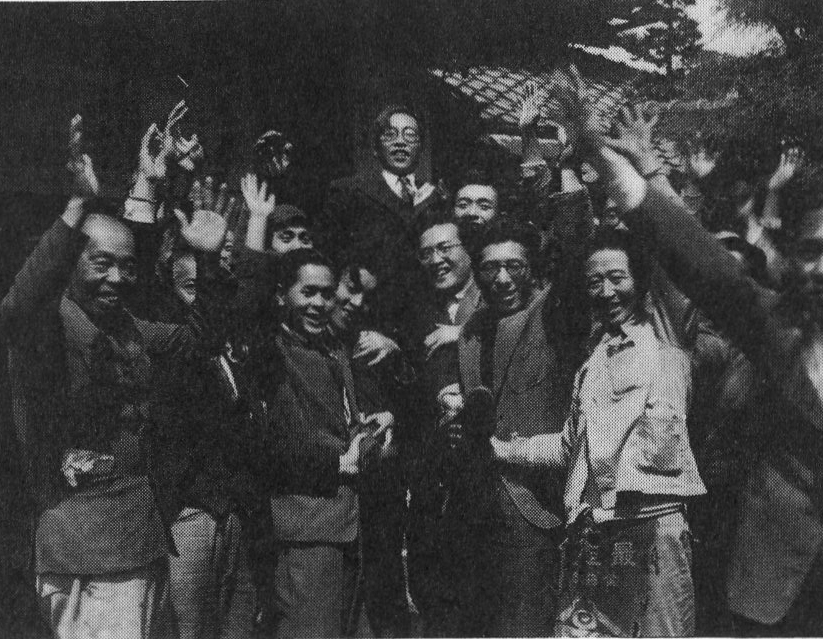
Uno năm 1954.
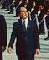
Uno năm 1989.
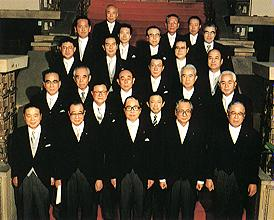
Nội các Uno.
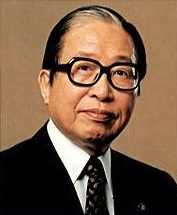
Uno năm 1989.